# III. třída okresu Ústí nad Orlicí 2003/2004
V soubojích fotbalové III. třídy okresu Ústí nad Orlicí 2003/2004, jedné ze skupin 9. nejvyšší fotbalové soutěže, se utkalo 12 týmů dvoukolovým systémem podzim – jaro. Tento ročník skončil v červnu 2004. Postup si zajistil vítězný tým FK Česká Třebová „B“, sestoupily poslední dva týmy AFK Kunvald a TJ Sokol Dolní Dobrouč.

## Výsledná tabulka
| Poř. | Tým                           | Z  | V  | R  | P  | VG | OG | B  |
| ---- | ----------------------------- | -- | -- | -- | -- | -- | -- | -- |
| 1.   | FK Česká Třebová „B“          | 22 | 18 | 3  | 1  | 80 | 14 | 57 |
| 2.   | TJ Sokol Dobříkov „B“         | 22 | 17 | 2  | 3  | 63 | 27 | 53 |
| 3.   | FK Kerhartice                 | 22 | 13 | 4  | 5  | 53 | 30 | 43 |
| 4.   | TJ Dlouhoňovice               | 22 | 10 | 4  | 8  | 41 | 33 | 34 |
| 5.   | TJ Spartak Brandýs nad Orlicí | 22 | 8  | 5  | 9  | 40 | 51 | 29 |
| 6.   | Sokol Boříkovice              | 22 | 8  | 2  | 12 | 54 | 61 | 26 |
| 7.   | TJ Dolní Čermná               | 22 | 8  | 2  | 12 | 34 | 43 | 26 |
| 8.   | TJ Sokol Helvíkovice          | 22 | 6  | 5  | 11 | 36 | 51 | 23 |
| 9.   | TJ Sokol Rudoltice            | 22 | 5  | 7  | 10 | 22 | 40 | 22 |
| 10.  | TJ Albrechtice u Lanškrouna   | 22 | 6  | 3  | 13 | 34 | 52 | 21 |
| 11.  | AFK Kunvald                   | 22 | 3  | 10 | 9  | 38 | 55 | 19 |
| 12.  | TJ Sokol Dolní Dobrouč        | 22 | 4  | 5  | 13 | 26 | 64 | 17 |

Poznámky:
- Z = Odehrané zápasy; V = Vítězství; R = Remízy; P = Prohry; VG = Vstřelené góly; OG = Obdržené góly; B = Body; (S) = Mužstvo sestoupivší z vyšší soutěže; (N) = Mužstvo postoupivší z nižší soutěže (nováček)

|  | Postup do II. třídy okresu Ústí nad Orlicí 2004/2005 |
|  | Sestup do IV. třídy okresu Ústí nad Orlicí 2004/2005 |